# Square Montholon
Square Montholon je square v Paříži v 9. obvodu o rozloze 4571 m2. Náměstí bylo pojmenováno podle Nicolase de Montholon (1763–1789), francouzského právníka.

## Historie
Výstavba square probíhala v letech 1862–1863 během výstavby ulice Rue La Fayette a vedl ji architekt Jean-Charles Alphand. Náklady činily 160 000 tehdejších franků. Park vznikl z části zahrady u paláce Charlese Sansona (1681–1726), pařížského kata.

## Popis
Square o rozloze 4571 m2 je obehnáno mříží ve stylu Ludvíka Filipa a má dvě terasy. Na uprostřed rostou dva platany z doby založení parku o výšce 30 m. Z dalších stromů zde rostou např. olše, katalpy, jinan dvoulaločný, lípy, paulovnie, trnovníky nebo svitel latnatý.
V parku se nachází mramorové sousoší sochaře Juliena Lorieuxe (1876–1915) Svatá Kateřina z roku 1908, které zakoupilo město Paříž v roce 1925. Rovněž je zde malé dětské hřiště.